# Storagen, Värmland
Storagen är en sjö i Filipstads kommun i Värmland och ingår i Göta älvs huvudavrinningsområde. Sjön har en area på 0,208 kvadratkilometer och ligger 257,3 meter över havet. Sjön avvattnas av vattendraget Eriksdalsälven (Upprämmsälven).

## Delavrinningsområde
Storagen ingår i det delavrinningsområde (666684-140623) som SMHI kallar för Namn saknas. Medelhöjden är 315 meter över havet och ytan är 14,08 kvadratkilometer. Räknas de 8 avrinningsområdena uppströms in blir den ackumulerade arean 126,2 kvadratkilometer. Eriksdalsälven (Upprämmsälven) som avvattnar avrinningsområdet har biflödesordning 3, vilket innebär att vattnet flödar genom totalt 3 vattendrag innan det når havet efter 407 kilometer. Avrinningsområdet består mestadels av skog (81 procent). Avrinningsområdet har 0,21 kvadratkilometer vattenytor vilket ger det en sjöprocent på 1,5 procent.